# Aéroport de Tiaret - Abdelhafid Boussouf Bou Chekif
L'aéroport de Tiaret - Abdelhafid Boussouf Bou Chekif (code IATA : TID • code OACI : DAOB) est un aéroport algérien à vocation nationale et internationale, situé sur la commune d'Aïn Bouchekif à 11 km au sud-est de la ville de Tiaret.

## Présentation
L’aéroport de Tiaret - Abdelhafid Boussouf Bou Chekif est un aéroport civil desservant la ville de Tiaret et sa région (wilayas de Tiaret, de Tissemsilt et de Relizane).
L’aéroport est géré par l'EGSA d'Oran.

## Situation

### Carte des aéroports de l'Algérie
'
| \| 100 km1:14 790 000 \| Adrar Alger Annaba Batna Béjaïa Biskra Boufarik Chlef Constantine Ghardaïa Hassi Messaoud In Amenas Jijel Oran Sétif Tamanrasset Tébessa Tlemcen Béchar Bordj Mokhtar Djanet El Bayadh El Goléa El Oued Illizi In Salah Ghriss Ouargla Tiaret Timimoun Tindouf Touggourt |
| 100 km1:14 790 000 |

Carte statique des aéroports d'Algérie.Carte dynamique des aéroports d'Algérie.

## Historique
En 2025, l'aéroport devient un aéroport à vocation internationale.

## Infrastructures liées

### Pistes
L’aéroport dispose d'une pistes en béton bitumineux d'une longueur de 3 000 m.
TORA : 3 000 m, TODA : 3 000 m, ASDA : 3 120 m, LDA : 3 000 m
Bande : 3 360 × 300 m

## Compagnies aériennes et destinations
| Compagnies       | Destinations            |
| ---------------- | ----------------------- |
| Air Algérie      | Alger-Houari-Boumédiène |
| Tassili Airlines | Alger-Houari-Boumédiène |

Actualisé le 31/07/2023